# Василка Марич
Василка Марич (на сръбски: Васиљка Марић) е босненска (Република Сръбска) поетеса и писателка на произведения в жанра лирика и драма.

## Биография и творчество
Василка Марич е родена през 1952 г. в село Туля, Попово поле, Босна и Херцеговина, Югославия. Учи в Требине и Дубровник. Започва да пише поезия в училище. Следва в Педагогическата академия.
След дипломирането си, през 1973 г. заминава за Сараево, където до 1979 г. работи в Белградската бирена индустрия, а след това в „Сараевостан“ до началото на войната. В Сараево се жени за полицай и има трима сина.
През април 1992 г. семейството напуска Сараево и временно се установява в Черна гора, след което през 1995 г. се премества в Австралия, където живее и работи.
След като заминава за Австралия, започва да пише, първо стихове, а след това и романи. Първата ѝ книга, стихосбирката „Живот у завежљају“ (Живот на куп), е издадена през 2005 г. Книгата отразява нейната душевна носталгия в стихове като „Моят автобус“, „Моето село“, „Студентски дом“, „Сараево“, „Требине“, и др.
Първият ѝ роман „Снови и судбина“ (Мечти и съдба) е издаден през 2006 г. Историята е по действителен случай на жители от родното ѝ село, които завършват живота си чрез самоубийство, както и за забранената любов една девойка от него.
Вторият ѝ роман „Снага у сузама“ (Сила в сълзи) е пътуването на семейството ѝ по време на войната и съдбите на много други, които срещат по пътя си.
Романът ѝ „Опрости ми, и ја ћу теби“ (Прости ми и аз ще ти простя) от 2009 г. е история за любовта, която се е родила извън всякаква логика, която е преживяла ада, но е победила.
От 2006 г. тя е член на Съюзът на писателите в родината и диаспората (СКОР) от Белград, която е и издател на всичките ѝ книги. Нейни творби са публикувани в антологии и литературни списания в Белград.
Василка Марич е почетен член на Етно сдружение „Zavicaj“. Тя е редовен гост в етно парк „Терзића авлија“, където се провежда популяризирането на новите ѝ книги всеки път, когато пристигне в Сърбия.
Василка Марич живее със семейството си в Сидни, Австралия.

## Произведения

### Самостоятелни романи
- Снови и судбина (2006)
- Снага у сузама (2008)
- Опрости ми, и ја ћу теби (2009)

### Поезия
- Живот у завежљају (2005) – сборник стихове
- Zavežljaj (2011) – сборник стихове